# Panzerjäger I
El Panzerjäger I ("alemany: caçador de tancs número 1") va ser el primer panzerjäger alemany (un canó antitancs autopropulsat, o "destructor de tancs") que va servir durant la Segona Guerra Mundial. Tots van muntar el canó antitancs 4,7cm KPÚV vz. 38 construït per Škoda (designació alemanya "4,7 cm PaK (t)") en un xassís sense torre del Panzer I Ausf B. Pretenia contrarestar els tancs francesos pesants com el Char B1 bis que estaven més enllà de les capacitats del canó antitancs PaK 36 de 3,7 cm i allargaven la vida útil del xassís obsolet del Panzer I. Un total de 202 xassís Panzer I es van convertir a l'estàndard Panzerjäger I entre 1940 i 1941, i es van utilitzar a la batalla de França, a la campanya del nord d'Àfrica i al front oriental.

## Disseny i producció

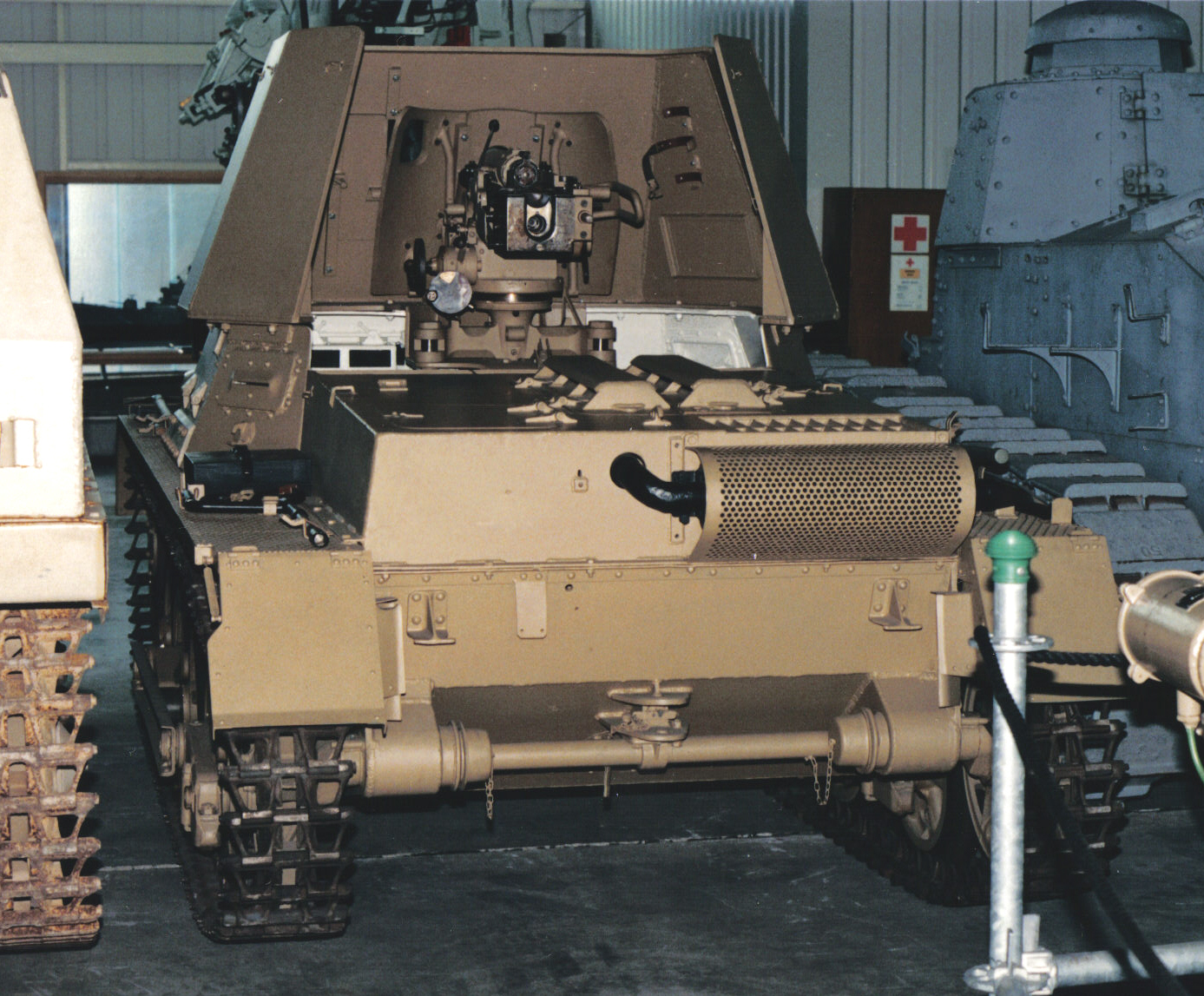
Vista posterior d'un Panzerjäger I a Koblenz

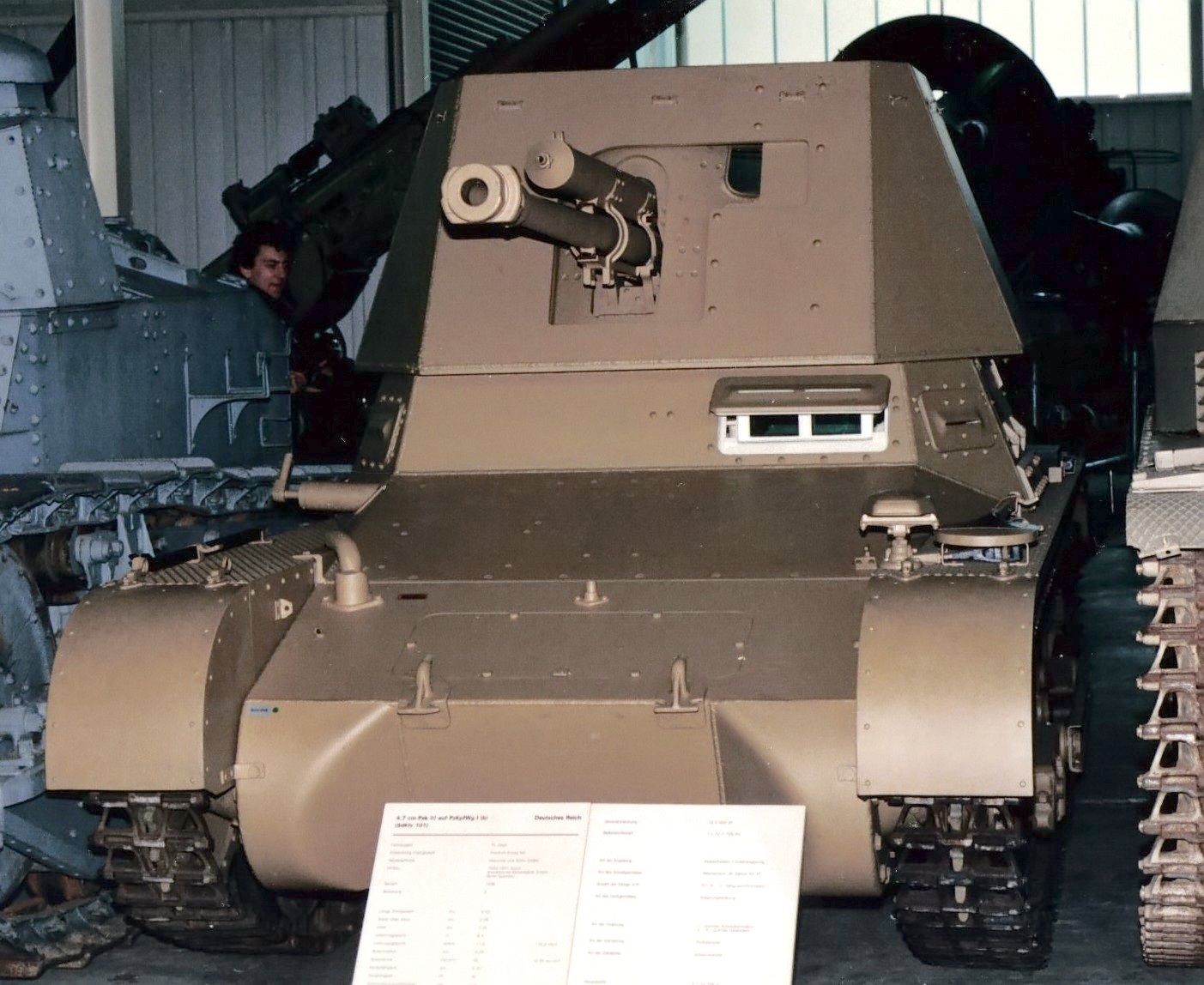
Vista frontal d'un Panzejäger I a Koblenz.

Es va eliminar la torreta del Panzer I i es van afegir parets de blindatge per protegir l'armament i la tripulació. El canó antitancs es va muntar en un pedestal al xassís després de retirar-ne les rodes, l'eix i els braços de remolc, però va conservar el seu escut original. Normalment portava 74 obusos antitancs i 10 HE. Alkett i altres contractistes van construir 202 vehicles, la primera sèrie de 132 per Alkett el 1940. Deu de la segona sèrie de 70 van ser muntades per Alkett mentre que la resta van ser muntades per Klöckner-Humboldt-Deutz el 1940 i el 1941.
El nom formal era 4,7 cm PaK(t) (Sf) auf Panzerkampfwagen I ohne Turm, que es tradueix com a "Canó antitancs de 4,7 cm (txec) (autopropulsat) en un Pz.Kpfw. I sense torreta".